# Ileocekalklaff

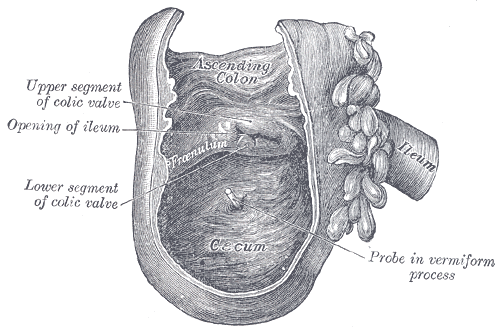
Ileocekalklaffen är belägen mellan tunntarmen och tjocktarmen.

Ileocekalklaffen är en slutmuskel mellan övergången av tunntarmen (ileum) och tjocktarmen (colon). Dess viktigaste funktion är att begränsa återflöde av tjocktarmsinnehåll i tunntarmen.
Ungefär två liter vätska passerar tjocktarmen dagligen genom ileocekalklaffen.